# Burinec
Burinec (macedónul: Буринец) település Észak-Macedóniában, a Délnyugati körzetben, Sztruga községben.

## Népesség
| Lakosok száma | 152  | 148  | 36   | 2    |      | 1    |
|               | 1948 | 1953 | 1961 | 1981 | 2002 | 2021 |

2002-ben lakatlan település.